# 富勒頓鎮區 (內布拉斯加州南斯縣)
富勒頓鎮區（英語：Fullerton Township）是位於美國內布拉斯加州南斯縣的一個行政鎮區。

## 地方資料
富勒頓鎮區的面積為74.97平方千米，當中陸地面積為72.33平方千米，而水域面積為2.64平方千米。根據2020年美國人口普查的數據，當地共有人口123人，而人口密度為每平方千米1.64人。